# Jászkarajenő
Jászkarajenő is een plaats (község) en gemeente in het Hongaarse comitaat Pest. Jászkarajenő telt 2723 inwoners (2014).